# 노팬츠 데이

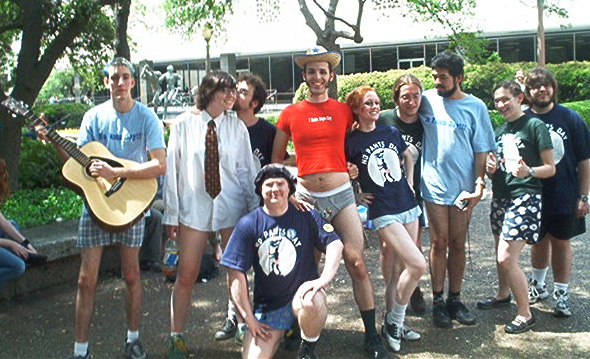
노팬츠 데이

노팬츠 데이(영어: No Pants Day)는 매년 전세계에서 행해지는 하체에 바지나 치마를 입지 않은 모습으로 밖을 돌아다니는 행사이다. 매년 1월 첫째주 일요일에 해당한다.

## 같이 보기
- 바지 안 입고 지하철 타기
- 세계 누드 자전거 타기